# Olimpia (Polska)
Olimpia – wieś w Polsce położona w województwie wielkopolskim, w powiecie tureckim, w gminie Brudzew, przy drodze wojewódzkiej nr 470. Wieś leży na obszarze Złotogórskiego Obszaru Chronionego Krajobrazu.

## Części wsi
| SIMC    | Nazwa        | Rodzaj    |
| ------- | ------------ | --------- |
| 0281743 | Bierzmo Duże | część wsi |

## Historia
Jak podaje Słownik geograficzny Królestwa Polskiego z 1887 r., Olimpia była kolonią w gminie i parafii Brudzew, z 14 domami i 106 mieszkańcami.
W latach 1975–1998 miejscowość administracyjnie należała do województwa konińskiego.
Niegdyś dzisiejsza Olimpia była czterema małymi wioskami: Halin, Halinów, Bierzmo Duże, Olimpia. Obecnie wioski te zjednoczono w dwie wsie Olimpia i Bierzmo które należą do jednego sołectwa. Północna granicę wsi stanowiła rzeczka, która w wyniku osuszanego przez kopalnie terenu została tylko suchym korytem a na pobliskich łąkach rozlegają się bagna.